# Área metropolitana de Valencia (Venezuela)
El Área metropolitana de Valencia o Gran Valencia o Gran Tacarigua es la principal delimitación urbanística legal vigente del Estado Carabobo en Venezuela, comprendiendo en ella los cinco (5) Municipios de la ciudad de Valencia: (Municipio Valencia, Municipio Naguanagua, Municipio San Diego, Municipio Los Guayos y Municipio Libertador), así como también a los aledaños municipios Guacara, San Joaquín, Diego Ibarra y Carlos Arvelo formando para todos los efectos una unidad urbana absolutamente indivisible de nueve (9) municipios sin que ninguno de estos sufran desmedro en su autonomía, funciones político-administrativas y jurisdiccionales. Dicha conurbanización se realizó por la estrecha aproximación al Lago Tacarigua o Lago de Valencia y la relación socioeconómica existente entre las poblaciones, habitantes, municipios y ciudades; comprendiendo en su totalidad una población de 2.596.173  hab. según proyecciones del INE para el 2021, convirtiéndola en la tercera área metropolitana más grande y poblada de Venezuela.
Ocupa toda una zona desde el Lago Tacarigua o Lago de Valencia,  el tramo de la Costa de la Cordillera Central en el Norte, hasta la Sabana de Carabobo al Sur. Y desde La Cabrera al Este hasta el Embalse de Guataparo al oeste. De norte a sur la recorre una arteria vial comprendida desde la Avenida Universidad en Naguanagua (la cual a su vez llega al sector la Entrada en la carretera vieja hacia Puerto Cabello), pasando por la Avenida Bolívar Norte, hasta el Centro de Valencia con la Avenida Constitución, y llega hasta el Sur con las Avenidas Bolívar-Sur y Las Ferias; finalizando en la Plaza de Toros Monumental de Valencia.
Otras arterias viales que comunican esta área metropolitana son la Autopista regional del centro, la cual cruza con la Autopista Valencia - Campo Carabobo, y la Av. Intercomunal Julio Centeno, llegando desde San Diego hasta Flor Amarillo. También con la Autopista Variante Guacara - Bárbula

## Historia
Su existencia está íntimamente relacionado con los primeros pobladores de la región, los Indígenas Tacarigua, primeros pobladores de la zona y el Lago Tacarigua o de Valencia, posterior a la conquista o invasión europea y el desarrollo de la era colonial, las mezclas de razas generaron una población mestiza; culminando la época de la colonia se desarrollan con gran fuerza varias ciudades coloniales logrando gran prosperidad, las poblaciones o pueblos indígenas son olvidados a su suerte, en la región la ciudad de Valencia domina los servicios básicos y la concentración del poder económico-político, su desarrollo a lo largo de las siguientes décadas, le permite abarcar e influenciar cada vez más territorio y más municipios a su alrededor  (en lo social, lo económico y cultural). Para finales del siglo XX y principio del XXI los pueblos, habitantes y ciudades en torno al Lago de Tacarigua o Valencia refundan el concepto de Área Metropolitana de Valencia como una sinergia social de un habita en común y orientado a la recuperación del Lago de Tacarigua o Valencia, los ríos que la alimentan y las áreas selváticas que crean dichos ríos.
Por ello en 1980 se promulga el Decreto N.º 95 en la Gaceta Oficial del Estado Carabobo N.º 2085 donde se establece que el Área Metropolitana de Valencia / Gran Valencia o Gran Tacarigua es una ordenación urbana de nueve (9) municipios del Estado Carabobo para diversos fines demográficos y económicos.

## Demografía
El Área Metropolitana de Valencia o Gran Tacarigua corresponde a todas las entidades, poblaciones y ciudades en torno al  Lago Tacarigua o de Valencia, siendo conformada por 9 Municipios Autónomos del Estado Carabobo: 5 Municipios de los que integran la Ciudad de Valencia a los cual cuales se les adicional otros 4 Municipios de la entidad carabobeña para formar el Área Metropolitana de Valencia En total suman 23 Parroquias, y acorde a las proyecciones de población OCEI para el 2020 la demografía es:
| Valencia      | -      | 742.145   | 829.856   | 968.284   | 623   | Candelaria, Catedral, El Socorro, Miguel Peña, Rafael Urdaneta, San Blas, San José, Santa Rosa, Negro Primero |
| Guacara       | -      | 142.227   | 176.218   | 211.200   | 165   | Ciudad Alianza, Guacara, Yagua                                                                                |
| Libertador    | -      | 146.507   | 166.166   | 204.712   | 558   | Tocuyito, Independencia                                                                                       |
| Los Guayos    | -      | 130.345   | 149.606   | 190.225   | 64    | Los Guayos |
| Naguanagua    | -      | 132.368   | 157.437   | 176.230   | 188   | Naguanagua |
| Carlos Arvelo | -      | 124.344   | 150.277   | 173.756   | 835   | Güigüe, Belén, Central Tacarigua                                                                              |
| Diego Ibarra  | -      | 94.852    | 104.536   | 129.358   | 79    | Mariara, Aguas Calientes                                                                                      |
| San Diego     | -      | 59.247    | 93.257    | 124.558   | 106   | San Diego |
| San Joaquín   | -      | 47.920    | 64.124    | 74.782    | 127   | San Joaquín                                                                                                   |
| Total         | 50.693 | 1.619.952 | 1.891.477 | 2.253.105 | 2.745 | - |

De acuerdo con los datos recogidos en el censo de 2020 realizado por el Instituto Nacional de Estadísticas, la población del área metropolitana Gran Valencia agrupan el 73,8% del total de población del Estado Carabobo.

## Legislación
- Ley de División Político-Territorial del Estado Carabobo. (2004). (enlace roto disponible en Internet Archive; véase el historial, la primera versión y la última).
- Decreto N.º 95. Área Metropolitana de Valencia. Gaceta Oficial del Estado Carabobo N.º 2.085. (1980).